# Гаслетт (Мічиган)
Гаслетт (англ. Haslett) — переписна місцевість (CDP) в США, в окрузі Інгем штату Мічиган. Населення — 19 670 осіб (2020).

## Географія
Гаслетт розташований за координатами 42°45′7″ пн. ш. 84°23′51″ зх. д. / 42.75194° пн. ш. 84.39750° зх. д. (42.752083, -84.397423).  За даними Бюро перепису населення США в 2010 році переписна місцевість мала площу 42,13 км², з яких 39,81 км² — суходіл та 2,32 км² — водойми.

## Демографія
Згідно з переписом 2010 року, у переписній місцевості мешкало 19 220 осіб у 8918 домогосподарствах у складі 4846 родин. Густота населення становила 456 осіб/км².  Було 9557 помешкань (227/км²).
Расовий склад населення:
| - 84,7 % — білих - 6,5 % — азіатів - 4,4 % — чорних або афроамериканців - 0,4 % — корінних американців |

До двох чи більше рас належало 3,0 %. Частка іспаномовних становила 4,3 % від усіх жителів.
За віковим діапазоном населення розподілялося таким чином: 20,1 % — особи молодші 18 років, 65,4 % — особи у віці 18—64 років, 14,5 % — особи у віці 65 років та старші. Медіана віку мешканця становила 39,4 року. На 100 осіб жіночої статі у переписній місцевості припадало 89,0 чоловіків;  на 100 жінок у віці від 18 років та старших — 85,4 чоловіків також старших 18 років.
Середній дохід на одне домашнє господарство  становив 77 426 доларів США (медіана — 58 916), а середній дохід на одну сім'ю — 103 570 доларів (медіана — 87 989). Медіана доходів становила 61 815 доларів для чоловіків та 50 154 долари для жінок. За межею бідності перебувало 12,3 % осіб, у тому числі 12,4 % дітей у віці до 18 років та 8,2 % осіб у віці 65 років та старших.
Цивільне працевлаштоване населення становило 10 257 осіб. Основні галузі зайнятості: освіта, охорона здоров'я та соціальна допомога — 34,3 %, науковці, спеціалісти, менеджери — 11,7 %, роздрібна торгівля — 8,4 %, публічна адміністрація — 7,9 %.